# Distretto di Pelhřimov
Il distretto di Pelhřimov (in ceco okres Pelhřimov) è un distretto della Repubblica Ceca nella regione di Vysočina. Il capoluogo di distretto è la città di Pelhřimov.

## Geografia antropica
Il distretto conta 120 comuni:

### Città
- Černovice
- Červená Řečice
- Horní Cerekev
- Humpolec
- Kamenice nad Lipou
- Pacov
- Pelhřimov
- Počátky
- Žirovnice

### Comuni mercato
- Božejov
- Lukavec
- Nová Cerekev
- Nový Rychnov

### Comuni
- Arneštovice
- Bácovice
- Bělá
- Bohdalín
- Bořetice
- Bořetín
- Bratřice
- Budíkov
- Buřenice
- Bystrá
- Cetoraz
- Chyšná
- Chýstovice
- Čáslavsko
- Častrov
- Čejov
- Čelistná
- Černov
- Čížkov
- Dehtáře
- Dobrá Voda
- Dobrá Voda u Pacova
- Dubovice
- Důl
- Eš
- Hojanovice
- Hojovice
- Horní Rápotice
- Horní Ves
- Hořepník
- Hořice
- Jankov
- Ježov
- Jiřice
- Kaliště
- Kámen
- Kejžlice
- Koberovice
- Kojčice
- Komorovice
- Košetice
- Krasíkovice
- Křeč
- Křelovice
- Křešín
- Leskovice
- Lesná
- Lhota-Vlasenice
- Libkova Voda
- Lidmaň
- Litohošť
- Martinice u Onšova
- Mezilesí
- Mezná
- Mladé Bříště
- Mnich
- Moraveč
- Mysletín
- Nová Buková
- Obrataň
- Olešná
- Ondřejov
- Onšov
- Pavlov
- Píšť
- Polesí
- Pošná
- Proseč
- Proseč pod Křemešníkem
- Putimov
- Rodinov
- Rovná
- Rynárec
- Řečice
- Salačova Lhota
- Samšín
- Sedlice
- Senožaty
- Staré Bříště
- Stojčín
- Střítež
- Střítež pod Křemešníkem
- Svépravice
- Syrov
- Těchobuz
- Těmice
- Ústrašín
- Útěchovice
- Útěchovice pod Stražištěm
- Útěchovičky
- Včelnička
- Velká Chyška
- Velký Rybník
- Veselá
- Věžná
- Vojslavice
- Vokov
- Vyklantice
- Vyskytná
- Vysoká Lhota
- Vystrkov
- Zachotín
- Zajíčkov
- Zhořec
- Zlátenka
- Želiv
- Žirov